# 何繼筠
何继筠（921年—971年），字化龍，河南郡洛陽县（今河南省洛阳市）人，五代后晋至北宋时期将领。何福進的儿子。
后晋建国，何继筠任殿直。後周广順二年（952年），太祖郭威討伐慕容彦超，何继筠随军。乱平，转任供奉官。遼朝高模翰率二千騎侵入深州、冀州，何继筠与劉誠誨率军将其击退。何继筠随父入朝，担任内殿直都知。显德元年（954年），何福進去世，何继筠服丧未满再起，担任濮州刺史，驻守静安軍。遼軍侵入内地，何继筠迎击将其击破，转棣州刺史。显德六年（959年），世宗柴荣攻击瓦橋关，何继筠率部下从百井道出击，击败数千人。周恭帝即位，担任西北面行营都監。
北宋建隆二年（961年），在棣州置团练，何继筠担任团练使。建隆三年（962年），转任关南兵馬都監。乾德四年（966年）加棣州防禦使。開宝元年（968年）秋，李继勋討北漢，何继筠为先鋒，奪取汾河橋，擒获北漢将领張環、石贇。開宝二年（969年）春，趙匡胤親征北漢，何继筠驻守陽曲县，率数千騎赶赴石嶺关，击破契丹国援軍。以功任建武軍節度使、棣州通判。開宝三年（970年），入朝，被賜鞍馬、戎杖，命他守備边境。開宝四年（971年）秋，回到開封。背中长疮，趙匡胤亲自去探望他。不久去世。享年五十一岁。追贈侍中。其子何承矩、何承睿。